# Aulo Vitélio
Aulo Vitélio (em latim: Aulus Vitellius; m. 32) foi um senador romano nomeado cônsul sufecto em 32 no lugar de Lúcio Arrúncio Camilo Escriboniano. Era um dos quatro filhos de Públio Vitélio, o Velho, um equestre de Nucéria Alfaterna aliado de Augusto. Seus irmãos foram Lúcio Vitélio, o Velho, governador da Síria, cônsul em 34, 43 e 47 e pai do futuro imperador Vitélio, Públio Vitélio, o Jovem, um senador e aliado de Sejano, e Quinto Vitélio, expulso do Senado por ter acabado com sua fortuna.

## Carreira e morte
Vitélio e seu irmão mais novo Públio acabaram implicados nos expurgos que se sucederam à derrocada do poderoso prefeito pretoriano Lúcio Élio Sejano. Depois que os dois foram colocados em prisão domiciliar, Públio preferiu se matar. Aulo foi condenado e executado.
Segundo Suetônio, era famoso pela suntuosidade de seus banquetes.